# Jaguar XK120
 (avril 2023).
Si vous disposez d'ouvrages ou d'articles de référence ou si vous connaissez des sites web de qualité traitant du thème abordé ici, merci de compléter l'article en donnant les références utiles à sa vérifiabilité et en les liant à la section « Notes et références ».
La Jaguar XK120 est une voiture de sport à deux places (découverte ou coupé) produite par la marque automobile britannique Jaguar de 1948 à 1954.
Il n’y a eu que cinq modèles sportifs dans toute l’histoire de Jaguar. Cela montre que la compagnie a toujours créé du premier coup des automobiles qui resteraient longtemps en production au prix de modifications mineures. La XK vient en second dans ce palmarès derrière celle qui lui a succédé, la Jaguar type E, peut-être plus connue. Mais la XK a représenté une révolution identique quand elle est apparue en 1948 en offrant un rapport qualité / prix qu’aucun autre constructeur ne pouvait atteindre.

## Genèse
William Lyons, le fondateur de Jaguar était soucieux de développer la compagnie qu’il avait créée 20 ans plus tôt. Il réalisa qu’il fallait dorénavant construire ses propres moteurs au lieu de se fier à des constructeurs extérieurs comme il l’avait fait jusqu’alors.

### Développement du moteur
Le développement du moteur Jaguar XK commença avant même la Seconde Guerre mondiale. Le bas moteur était basé sur le moteur des SS Jaguar et une toute nouvelle culasse à double arbre à cames en tête (DOHC Double Over Head Camshaft en anglais) fut développée. Les nouveaux moteurs avaient un nom de code commençant par X comme expérimental et une lettre évoquant le modèle : XA, XB etc. En 1948, on en était au modèle de moteur XK. Une version 4 cylindres développant 150 chevaux fut installée dans un petit roadster (une MG), ce moteur permettait d’atteindre 175 km/h, mais il manquait de puissance pour la future berline Jaguar Mark V. C'est donc la version 6 cylindres qui fut sélectionnée.

### Une voiture créée en deux mois
Mais alors que le moteur était prêt, le châssis et la carrosserie de la nouvelle berline ne l’étaient pas (il faudra attendre la Jaguar Mark VII pour retrouver ce moteur dans une berline). Deux mois avant le London Motor Show de 1948, William Lyons décida de lancer son moteur révolutionnaire dans une série limitée de voiture de sport. Utilisant un châssis de Mk V raccourci, un roadster fut rapidement dessiné et produit. Le nom choisi, XK120 Super Sport, rappelait la vitesse maximale supposée, 193 km/h (= 120 mph). Cette nouvelle Jaguar fut un coup de tonnerre dans le monde automobile avec son moteur à double arbre à cames, ses lignes élégantes et ses performances annoncées.

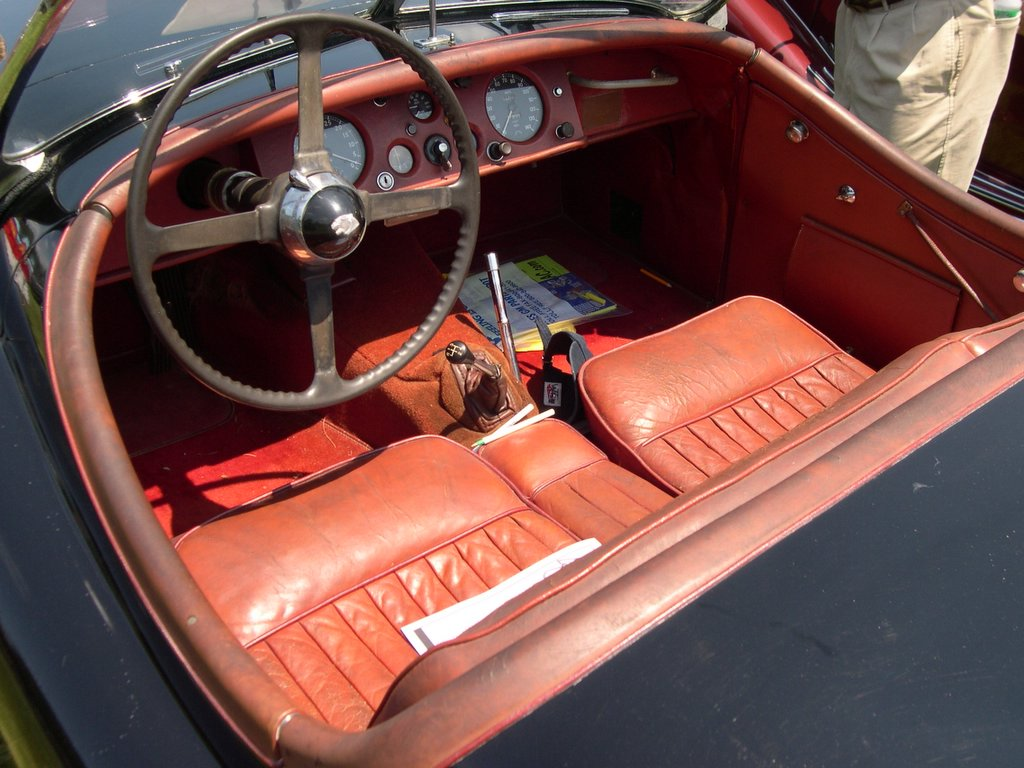
Intérieur de la Jaguar XK120 Roadster

Une instrumentation complète, un intérieur en cuir Connolly et surtout un prix très attractif, trop bas pour être vrai, complétaient le tableau. Le prix, pour des raisons fiscales, étaient inférieur à £1000. En 1948, il y avait très peu de voitures capables d’atteindre 193 km/h et il fallait débourser beaucoup plus (deux fois plus pour une Alfa Romeo 3 litres ou quatre fois plus pour une Bugatti 57SC.

## Développements
Un groupe d’ingénieurs fut envoyé à Jabbeke où une XK120 de série atteignit l’incroyable vitesse de 203 km/h, devenant ainsi la voiture de série la plus rapide du monde. Avec certaines modifications mineures (saute-vent et couvre-tonneau au lieu de pare-brise), la vitesse fut même de 212 km/h, voire 219 km/h en 1949 avec le pilote d'essai de la marque Ron « Soppy » Sutton lors d'un test.
Les plans initiaux étaient de ne construire que 200 exemplaires, mais l’afflux des commandes rendit évident qu’il faudrait produire l’auto en plus grande série et remplacer la carrosserie en aluminium sur ossature bois par des panneaux en acier pressés sur une ossature métallique.
La construction des outils de production prit une année au cours de laquelle les modèles alu furent réservés aux salles d’exposition et à certains clients chanceux. La production des modèles en acier commença en 1950, essentiellement pour l’exportation et les États-Unis où la « 120 » devint la voiture des stars. Tout compris, c’est un peu plus de 200 roadsters alu qui ont été construits, ils sont très recherchés maintenant. Il faut noter que la voiture avec carrosserie acier n'est pas plus lourde que le modèle aluminium.

## Carrière sportive

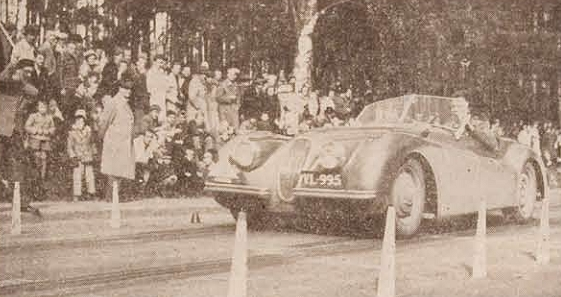
Pentti Barck et sa XK120
au rallye de Finlande en 1952 (4e au général).

La demande a été aussi multipliée par ses succès dans les courses, ce qui incita Jaguar à engager au Mans trois XK120(S) quasiment de série pour se confronter à la concurrence en 1950. Cette année ne fut pas faste (12e et 15e, notamment avec Peter Whitehead), mais permit à Jaguar d’apprendre assez pour construire la XK120C, connue sous le nom de Jaguar C-Type qui rapporta la première victoire de Jaguar au Mans en 1951 (Whitehead et Walker) et 1953 (Rolt et Hamilton, ainsi que la deuxième place). Comme si les 24 Heures du Mans, le Tourist Trophy (1950 sur XKS et 1951 sur XKC avec Stirling Moss), les 12 Heures de Hyères (1952, avec Jean Heurtaux et Marceau Crespin), les 100 miles de Watkins Glen (1953, avec Walt Hansgen) et les 12 Heures de Reims (1953, avec Whitehead et Moss) ne suffisaient pas, Jaguar mit la 120 à l’épreuve à Montlhéry pendant 7 jours pleins au cours desquels la voiture (en version coupé) fit une moyenne de 160 km/h.
Sur la scène des rallyes, Ian et Pat Appleyard (la fille de W. Lyons) remplacèrent leur ancienne et fiable SS100 par une XK120(S, comme de série Sport), et dominèrent de nombreuses courses du début des années 1950, comme la prestigieuse Coupe des Alpes (1950 et 1951), le RAC Rally (1951 et 1953, J.C.Broadhead étant 2e en 1952 et Appleyard 3e), le Rallye du Lancashire AC Morecombe (1951), ou encore le Rallye des Tulipes (1951). Le concessionnaire lyonnais de la marque Henri Peignaux remporta également le Rallye Soleil Cannes en 1951 avec le roadster (et triplé de la marque cette année-là, après une deuxième place l'année précédente), alors que la même année Johnny Claes et Jacques Ickx s'imposèrent dans Liège-Rome-Liège. La fiabilité de la voiture lui permit d'obtenir la première Coupe d'Or décernée en 1952 dans la Coupe des Alpes, pour les coupes successivement glânées en 1950, 1951, 1952 dans l'épreuve (ainsi que la première Coupe d'Argent, l'année précédente). En 1953, Níkos Papamichaïl remporta le Rallye de l'Acropole naissant, ainsi qu'ultérieurement plusieurs autres courses dans son pays au fil des années 1950. Les rallyes Monte-Carlo et de Lisbonne échappèrent cependant à son palmarès de victoires (2es en 1953), ainsi que le canadian winter rally (2e en 1955).
En Sportscars encore, Sherwood Johnston s'adjugea en 1952 le titre unifié SCCA National Sports Car Championship avec la XK120, John Fitch ayant un an plus tôt aussi fini sa saison victorieuse avec ce modèle (et une Cunningham C2-R auparavant).

## Évolutions

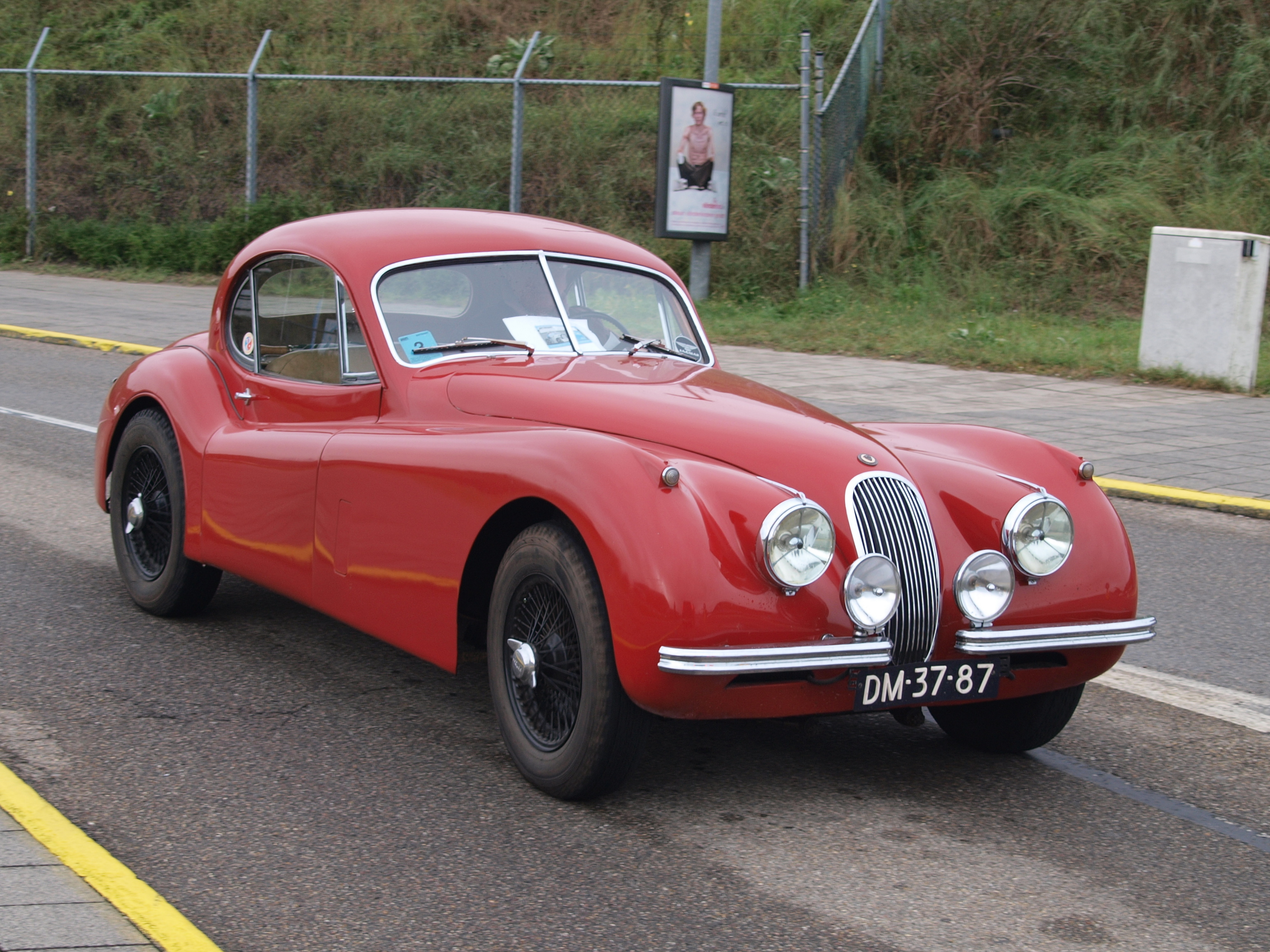
Jaguar XK120 Fixed Head Coupé

En 1951, Jaguar proposa un coupé (Fixed Head Coupé = FHC) qui avait des fenêtres relevables au lieu d’écrans et un intérieur plus luxueux que le roadster. Et deux ans plus tard, c’est un cabriolet (Drop Head Coupé) qui entra dans la gamme avec les aménagements du coupé (tableau de bord en loupe etc.) et une capote plus lourde, plus isolante et plus pratique.
Une version plus sportive (cames et barres de torsion modifiées, volant moteur allégé, double échappement) était disponible (XK120 SE pour Special Equipement ou M pour Modified aux États-Unis) qui atteignait 180 chevaux. Des roues fils étaient montées sur les modèles SE/M, les voitures n’avaient alors pas de "spats" afin de laisser la place pour les gros écrous de roue. La modification incluait une culasse de Type-C avec de plus gros carburateurs de SU 2 pouces (SandCast), ce qui montait la puissance à 210 chevaux. On notera toutefois, que la culasse ne porta jamais le badge rouge "Type-C" qui ne sera monté qu'à partir de la 140.

## Conduite
La XK120 est la plus légère et la plus sportive des XK, mais sa conduite demande une certaine familiarisation avec la direction qui est lourde et imprécise et les freins à tambours qui sont assez peu efficaces et chauffent rapidement. La boîte Moss qui est lente et demande un double débrayage dans les deux sens entre la première et la seconde offre une conduite « vintage », mais de toutes les voitures de série de cette période, la XK120 est certainement la plus performante et la plus agréable à conduire. Tous les modèles XK sont de conception simple et robuste et offrent à leur propriétaire pour un prix raisonnable, une expérience de conduite années 1950 inégalée.

## Galerie

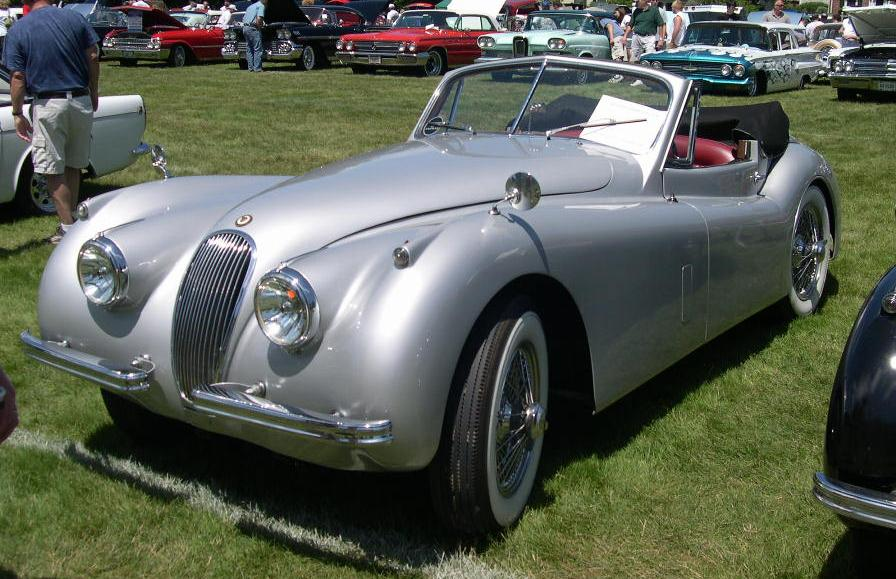
Jaguar XK120 Drop Head Coupé
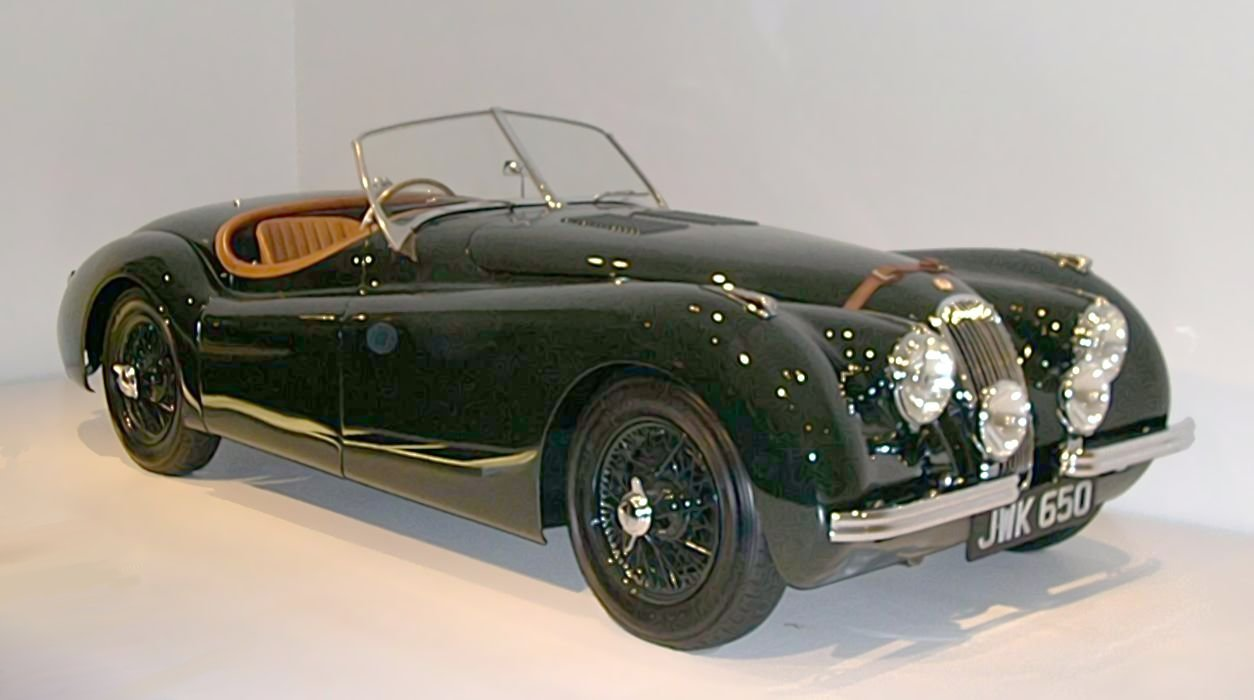
Jaguar XK120 Roadster
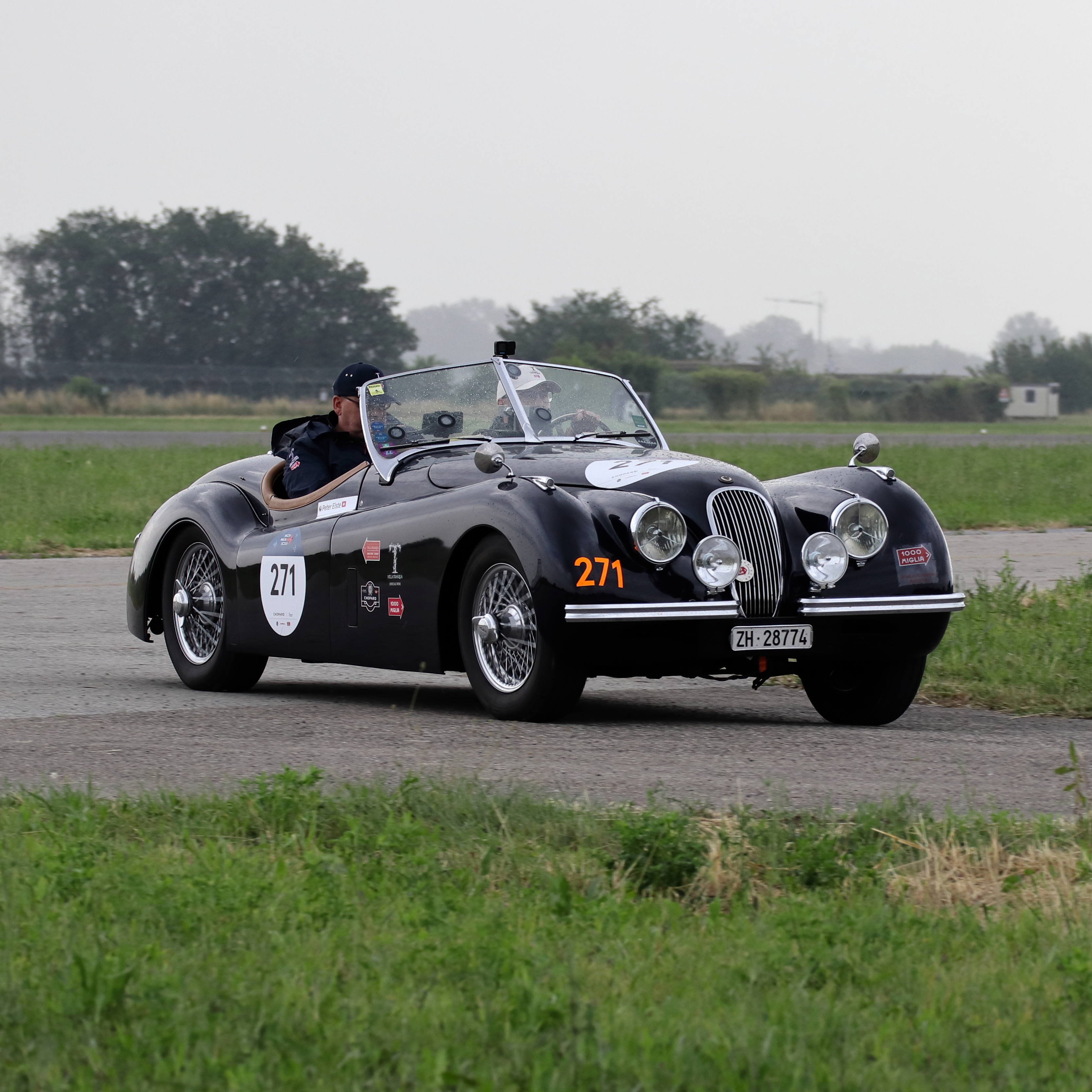
Jaguar XK120 Roadster
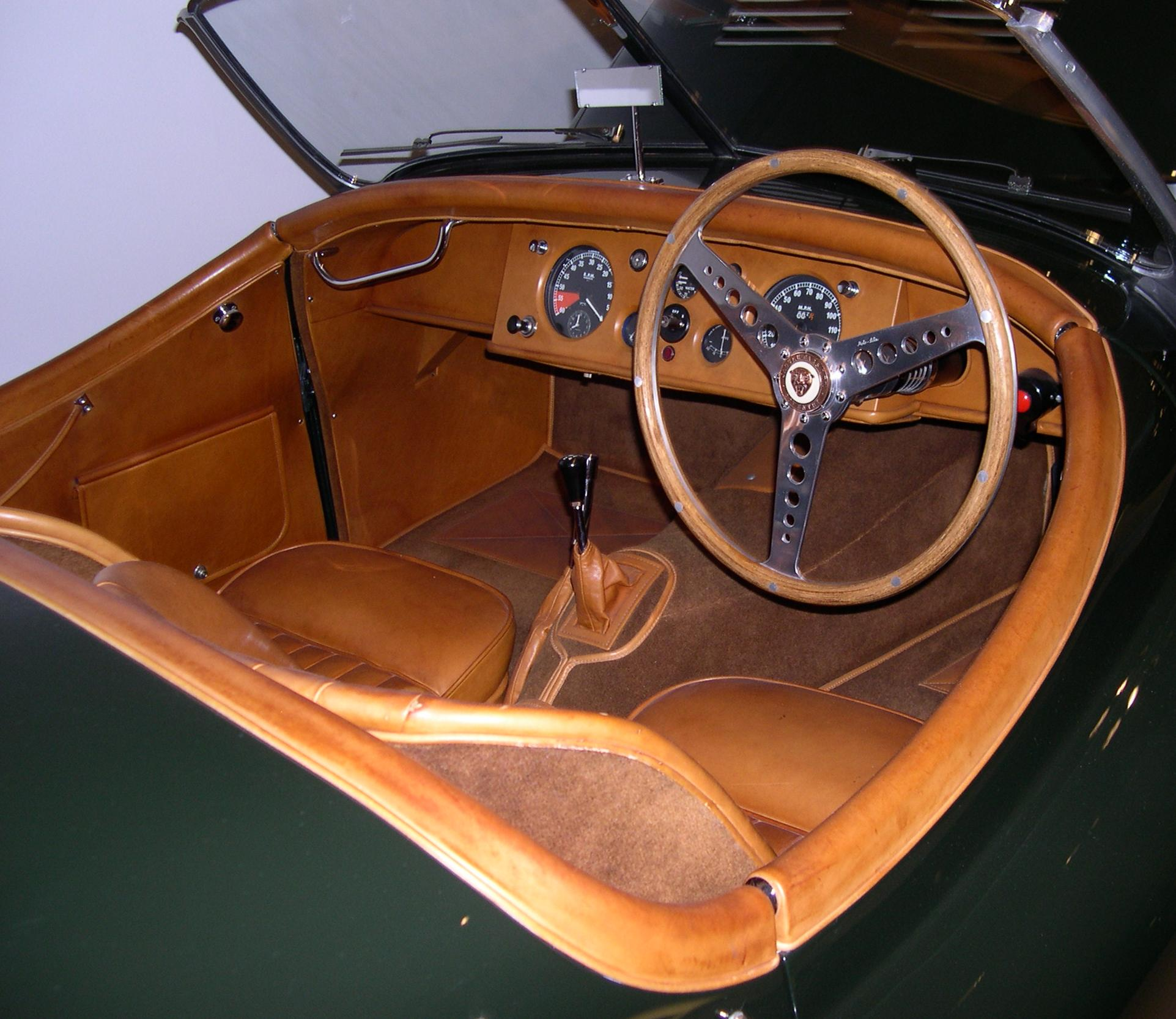
Intérieur Jaguar XK120 Roadster avec volant Type C
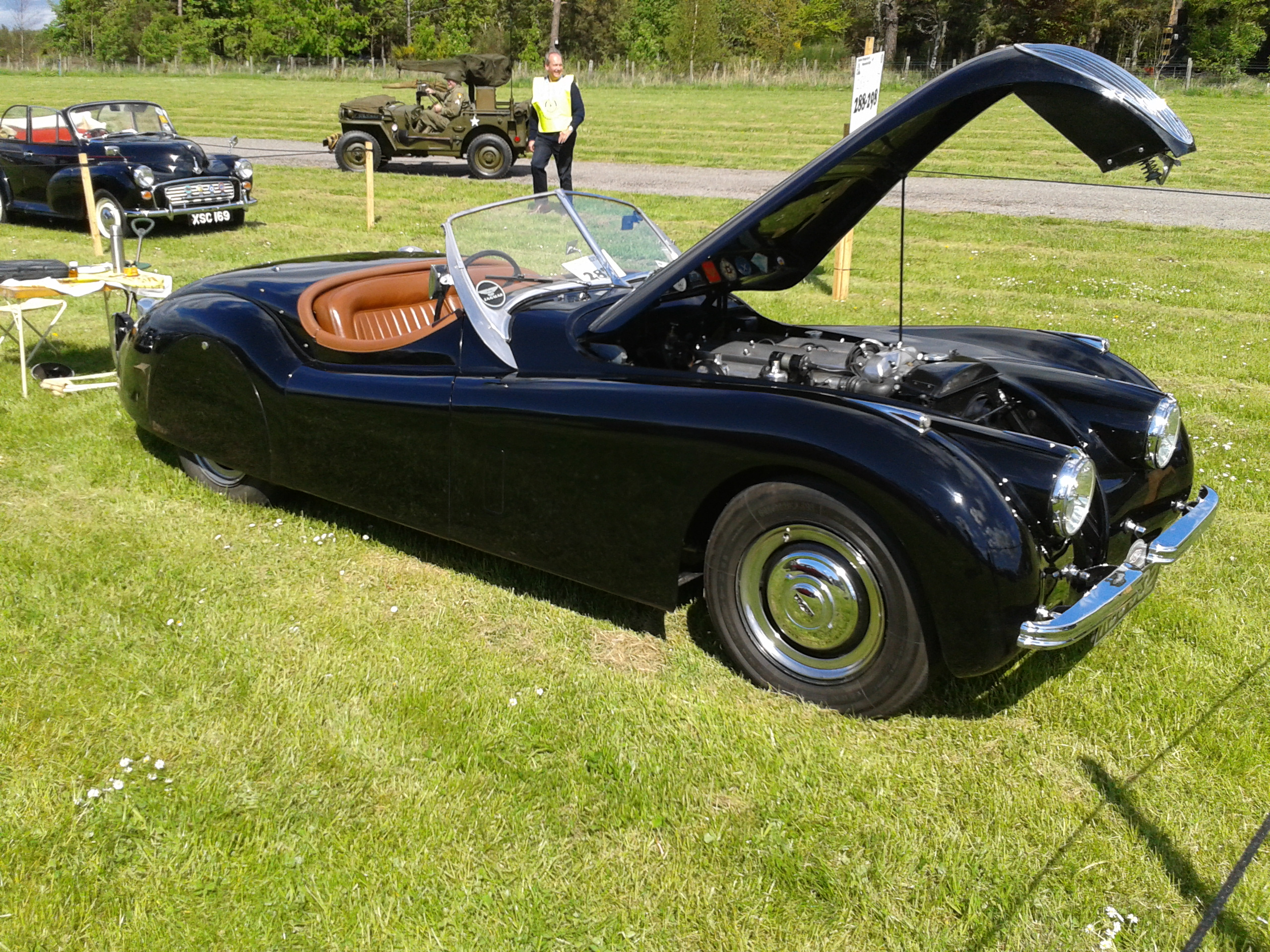
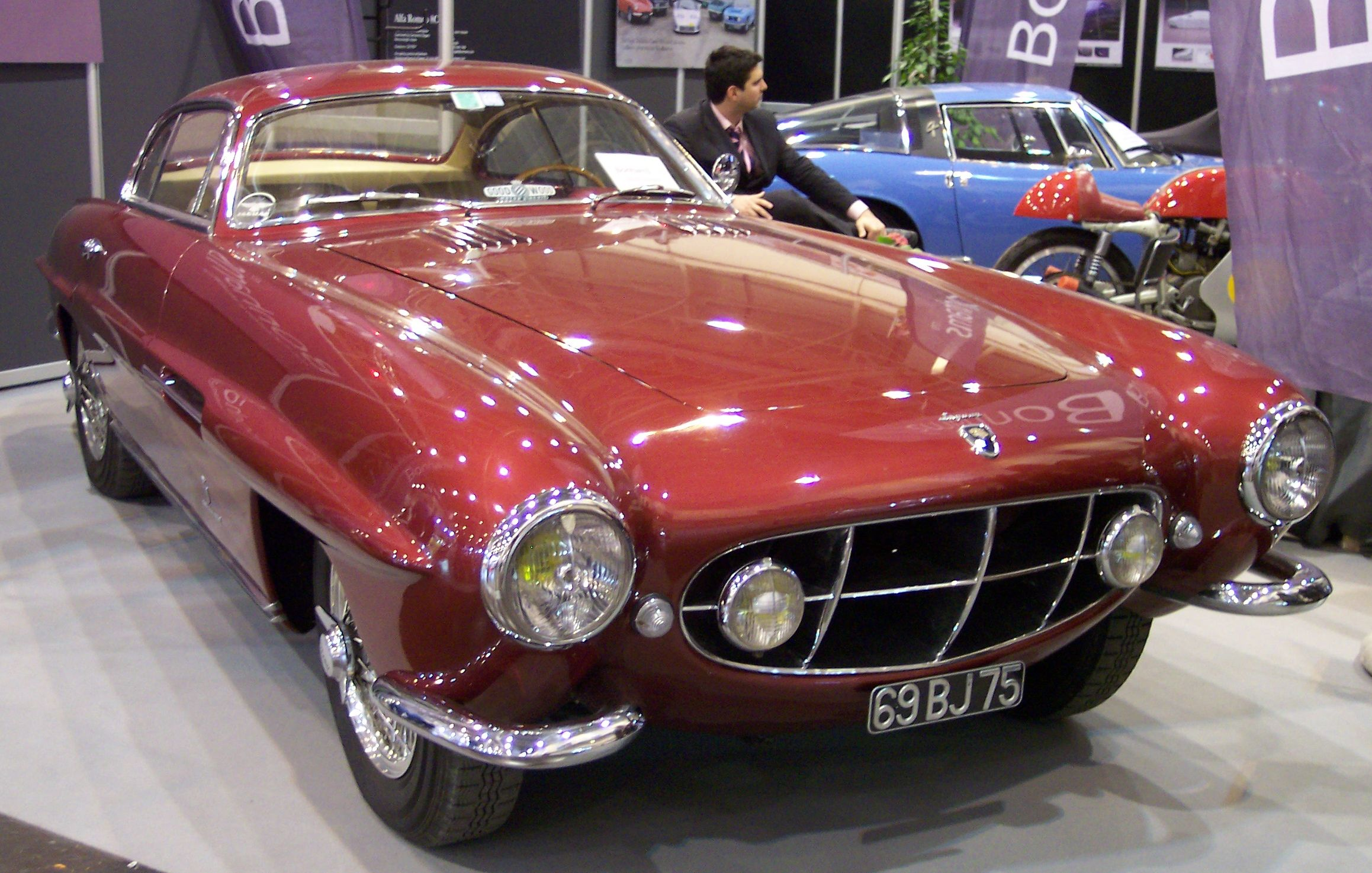
Jaguar XK120 Supersonic (Concept car réalisé par la Carrosserie Ghia en 1954)

## Filmographie
La XK120 apparaît dans de nombreux films, dont :
- Les Bolides de l'enfer (Johnny Dark), de George Sherman (1954) ;
- Ascenseur pour l'échafaud, de Louis Malle (1958) ;
- Voyage au bout de l'enfer (The Deer Hunter), de Michael Cimino (1978) ;
- Batman Forever, de Joel Schumacher (1995) ;
- L.A. Confidential, de Curtis Hanson (1997 ;
- Le Talentueux Mr Ripley, d'Anthony Minghella (1999) ;
- En quatrième vitesse de Robert Aldrich (1955);
- Le Frelon Vert, de Michel Gondry (2011)...

Mais elle fait aussi des apparitions dans :
- la série télévisée Batman (1966-1968), dans l'épisode 1.01 ("Le prince des énigmes" / "Hi Diddle Riddle") ;
- la série télévisée Mission : Impossible (1966-1973), dans l'épisode 3.23 ("Les 40 millions du Président" / "The Vault") ;
- la série télévisée Columbo (1968-1978 / 1989-2003), dans l'épisode 2.01 ("Symphonie en noir" / "Étude in Black") ;
- la série télévisée CHiPs (1977-1983), dans l'épisode épisode 2.06 ("Drôle de tour" / "Trick or Trick")...

Et dans bien d'autres films ou séries encore...